# Kim Jin-woo (natation)
Pour les articles homonymes, voir Kim Jin-woo.
Kim Jin-woo, né le 17 février 1983, est un nageur kényan.

## Carrière
Kim Jin-woo remporte la médaille de bronze du relais 4 x 100 mètres nage libre aux Championnats d'Afrique de natation 1998 à Nairobi.
Il est éliminé en séries des 50 et 100 mètres papillon aux Jeux olympiques d'été de 2000 à Sydney.